# 10242 Вассеркуппе
10242 Вассеркуппе (10242 Wasserkuppe) — астероїд головного поясу, відкритий 24 вересня 1960 року.
Тіссеранів параметр щодо Юпітера — 3,495.